# Anticipation (revue)
Pour les articles homonymes, voir Anticipation.
Anticipation est une revue de petit format publiée dans la collection « Comics Pocket » des éditions Arédit/Artima de juillet 1975 à octobre 1981. Elle a duré 20 numéros. Elle publie essentiellement des adaptations en BD des romans Fleuve Noir.